# لوسي ألين سمارت
لوسي ألين سمارت (بالإنجليزية: Lucy Allen Smart)‏ هي أمينة متحف وأمينة مكتبة أمريكية، ولدت في 1877 في ستوبنفيل في الولايات المتحدة، وتوفيت في 1960 في Forest Hills, Queens ‏ في الولايات المتحدة.